# Brandon Bolden
Brandon Bolden (Baton Rouge, 25 gennaio 1990) è un giocatore di football americano statunitense che gioca nel ruolo di running back nella National Football League (NFL) e che è free agent. Dopo non essere stato scelto nel Draft NFL 2012 firmò con i New England Patriots con cui ha vinto due Super Bowl, il XLIX e il LI. Al college ha giocato a football a Mississippi.

## Carriera professionistica

### New England Patriots
Dopo non essere stato scelto nel Draft 2012, Bolden firmò coi New England Patriots. Brandon debuttò nella NFL nella settimana 1 contro i Tennessee Titans correndo 11 yard su 5 tentativi. Nella settimana 3 contro i Baltimore Ravens invece segnò il suo primo touchdown su corsa. Bolden esplose nella vittoria della settimana 4 contro i Buffalo Bills in cui corse 137 yard su 16 tentativi e segnò il suo secondo touchdown. Per questa prestazione fu insignito del premio di miglior running back della settimana. 
Il primo touchdown della stagione 2013, Bolden lo segnò nella settimana 7 contro i New York Jets e andò a segno anche la domenica seguente nella vittoria in rimonta su i Dolphins.
Il gennaio 2015, Bolden firmò coi Patriots un rinnovo contrattuale biennale del valore di 2,3 milioni di dollari.
Il 1º febbraio 2015 fece della squadra dei Patriots che vinse il Super Bowl XLIX contro i Seattle Seahawks.
Il 5 febbraio 2017 vinse il suo secondo Super Bowl, il LI, contro gli Atlanta Falcons ai tempi supplementari (prima volta nella storia del Super Bowl), con il punteggio di 34-28.
Nella stagione regolare 2017 Bolden non segnò alcun touchdown ma andò a segno nel divisional round dei playoff nella vittoria sui Tennessee Titans.

### Miami Dolphins
Il 14 settembre 2018 Bolden firmò con i Miami Dolphins. Giocò principalmente negli special team dove collezionò complessivamente in stagione due touchdown su corsa e uno su ricezione, guadagnando 91 yard su corsa di cui 54 yard, record personale, contro i New England Patriots nella gara nota come Miracle in Miami.

### Ritorno con i Patriots

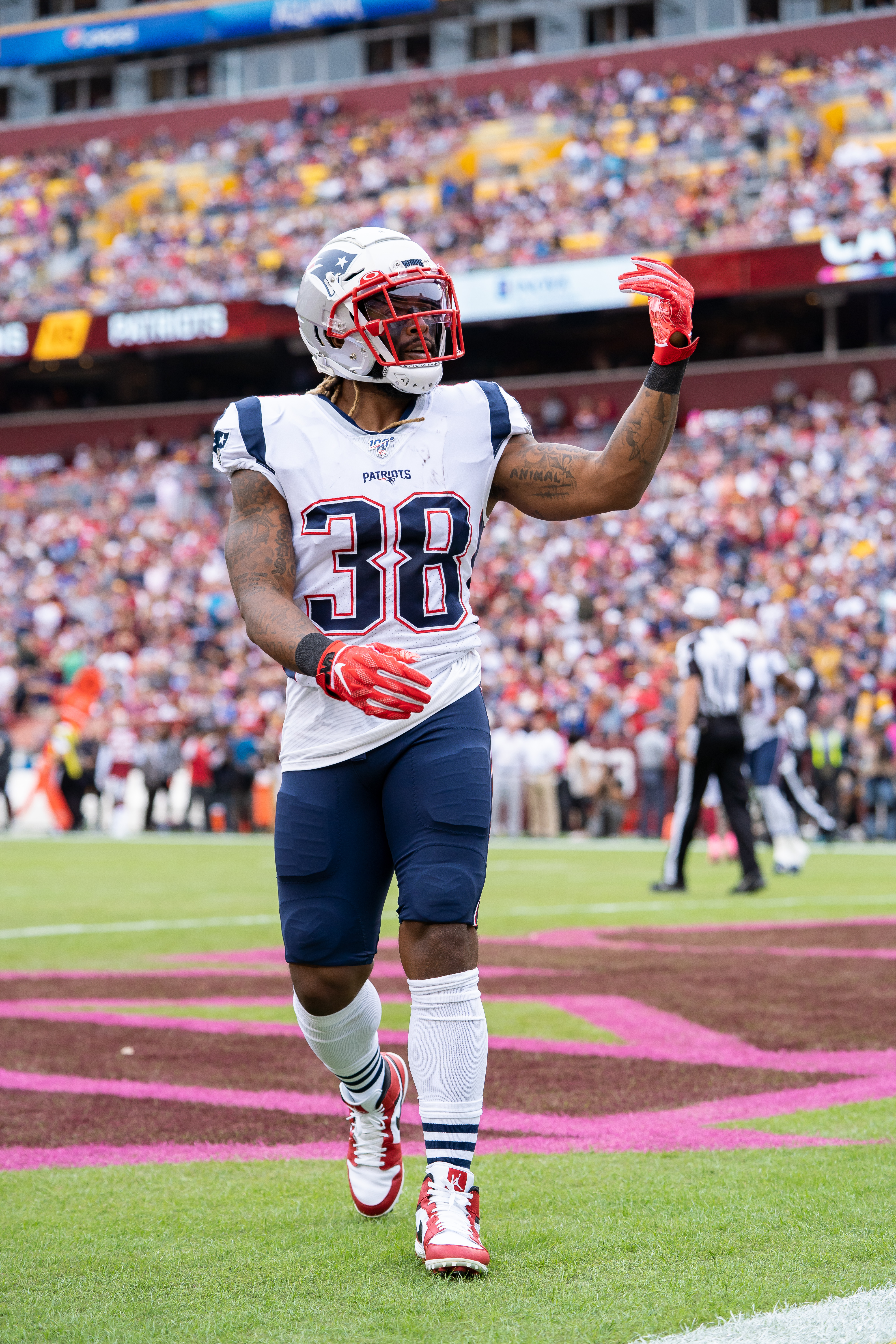
Bolden nel 2019 contro Washington

Il 13 marzo 2019 Bolder tornò ai Patriots firmando un contratto biennale. Nella stagione 2019 Bolder fece 15 corse per 68 yard e tre touchdown su corsa, più nove ricezioni per 111 yard e un touchdown su ricezione.
Il 28 luglio 2020 Bolden annunciò la sua decisione di non giocare la stagione 2020 a causa della pandemia di COVID-19.
Nella stagione 2021 Bolder fece il record personale di 405 yard guadagnate con 41 ricezioni più 226 yard guadagnate con 44 corse.

### Las Vegas Raiders
Il 16 marzo 2022 Bolder firmò un contratto annuale con i Las Vegas Raiders. In stagione fece 16 presenze su 17 gare totali, principalmente giocando negli special team.
Nella gara del quindicesimo turno della stagione 2023, la vittoria record dei Raiders 63-21 contro i Los Angeles Chargers, Bolder segnò un touchdown da 26 yard nella sua seconda corsa dell'intera stagione fin lì disputata.

## Palmarès

### Franchigia
- Super Bowl : 2

New England Patriots: XLIX, LI
- American Football Conference Championship: 3

New England Patriots: 2014, 2016, 2017

### Individuale
- Running back della settimana: 1

2ª del 2012